# Carl Rieder
Carl Rieder (* 18. November 1898 in Schwaz; † 17. September 1980 ebenda) war ein Tiroler bildender Künstler. Neben Gemälden und Zeichnungen schuf er Kirchenfenster, Fresken und Sgraffiti.

## Leben
Carl Rieder wurde als Sohn des in einer Tabakfabrik tätigen Werkmeisters Stefan Rieder und seiner Frau Maria, geb. Purner, geboren. Nach der Grundschule besuchte Rieder ab 1911, dem Wunsch seiner Eltern nach einer Ausbildung zum Geistlichen folgend, das fürstbischöfliche Gymnasium Vinzentinum in Brixen, verließ die Schule jedoch ein Jahr später bereits wieder auf Grund nicht ausreichender Leistungen in den Fächern Latein und Mathematik. Zurück in Schwaz durfte Rieder 1912 bei dem Kunstmaler August Johann Wagner (1864–1935), Absolvent der Wiener Kunstgewerbeschule, in die Lehre gehen. 1913 bis 1916 besuchte er die Staatsgewerbeschule Innsbruck, unter anderem bei Franz Burger, während des Krieges unterbrochen von seinem Einsatz bei der Staatsbahn von 1914 bis 1915. 1916 wurde er als Kaiserschütze zur Dolomiten-Front beordert, wo er durch einen Lawinenunfall am Tonalepass im September 1918 auf dem rechten Auge erblindete. Durch unermüdliche Arbeit gelang es ihm dieses Handicap beim Zeichnen auszugleichen. 1919 bis 1920 studierte er an der Akademie der Bildenden Künste München bei Peter Halm, und bis 1921 an der Staatlichen Lehranstalt des Berliner Kunstgewerbemuseums (seit 1924 Vereinigte Staatsschulen für freie und angewandte Kunst) bei Emil Orlik und Emil Doepler. Für den Tiroler Schriftsteller Hans Schrott-Fiechtl illustrierte er 1920 dessen Novelle Al fresco.
1921 kehrte Rieder nach Schwaz zurück und heiratete im darauffolgenden Jahr die aus dem Ort stammende Maria Mair. 1924 wurden Tochter Maria und 1925 Sohn Maximilian geboren. Neben seiner freiberuflichen künstlerischen Tätigkeit war Rieder auch von 1928 bis 1939 als Zeichenlehrer an der örtlichen Gewerblichen Fortbildungsschule tätig. Daneben engagierte er sich gemeinsam mit seinen Künstlerkollegen Alois Norer, Josef Prantl und Jakob Rappel, unter anderem als Schriftführer, in der 1929 gegründeten Ortsgruppe Schwaz des seit 1908 bestehenden Vereines für Heimatschutz in Tirol. Die Gründung eines Heimatmuseums im Jahr 1931 und die Bemühungen um die Schwazer Baudenkmäler folgten dem Vereinszweck „Rettung, Bewahrung und Förderung von Althergebrachtem“. Die Museumsbestände stammten aus einer privaten Sammlung, Nachlässen ortsansässiger Künstler und Leihgaben aus der Bevölkerung. Seine wachsende Bekanntheit und der Großauftrag über die Entwürfe für 14 Fenster der Kirche im Bischöflichen Gymnasium Paulinum in Schwaz im Jahr 1931/32 ermöglichten ihm, künftig den Lebensunterhalt seiner Familie durch zahlreiche Auftragsarbeiten für Glasfenster und Fresken im sakralen Bereich zu sichern.
Beim Anschluss Österreichs an Hitler-Deutschland wurde er auf Grund seiner im Ständestaat ausgeübten Funktion als Bezirksführer der Ostmärkischen Sturmscharen als politisch unzuverlässig eingestuft und 1939 aus dem Schuldienst entlassen. Im August 1939 wurde Rieder zur deutschen Wehrmacht einberufen, wo er beim Stab des Landesschützenbataillons 925 diente, wurde aber 1941 auf Antrag des Landeskonservators Oskar Graf Trapp freigestellt, um die Ausgestaltung der Pfarrkirche Ehrwald zu beenden. Rieder nahm mit drei seiner Gemälden an der 3. "Gau-Kunstausstellung Tirol-Vorarlberg" im Sommer 1942 in Innsbruck teil, wie die meisten der bekannten Tiroler Künstler und Künstlerinnen, deren Malerei inhaltlich und formal den Kunstvorstellungen des Nationalsozialismus entsprach. Von 1942 bis zum Ende des Krieges war er beim Zollgrenzschutz an der schweizerischen und italienischen Grenze tätig.
Nach dem Krieg wurde Rieder neben Entwürfen zu Glasfenstern für Kirchen auch mit der künstlerischen Ausgestaltung von Profanbauten sowie von privaten Auftraggebern betraut. Bis Ende der 1970er Jahre schuf er eine große Anzahl an Fassadenmalereien, Entwürfen zu Kirchenfenstern und Fresken in Kircheninnenräumen.

## Ehrungen
- 1974 wurde Rieders künstlerische Tätigkeit durch die Verleihung der Verdienstmedaille des Landes Tirol gewürdigt.
- 1978 wurde ihm durch den Bundespräsidenten der Berufstitel Professor verliehen für besondere Verdienste im künstlerischen Bereich.
- Ihm zu Ehren wurde der Carl-Rieder-Weg in Schwaz benannt.
- 10. bis 31. Oktober 1998 Gedächtnisausstellung Carl Rieder, Rabalderhaus Schwaz

## Werk
Rieder war einer der vielseitigsten Schwazer Künstler und schuf im Laufe seiner künstlerischen Tätigkeit zahllose Entwürfe und Kartons zu Glasmalereifenstern, Mosaiken, Fresken, Sgraffiti sowie zahlreiche Gemälde und war mit Illustrationen für Bücher, Kalender und Zeitschriften auch als Grafiker tätig. Rieders Entwürfe und Kartons wurden von der Tiroler Glasmalerei und Mosaik Anstalt umgesetzt. Für die Theateraufführungen der Katholischen Österreichischen Studentenverbindung (K.Ö.St.V.) Frundsberg malte er Bühnenbilder.
"Von großer künstlerischer Bedeutung sind auch die in den Jahren 1929/30 nach Kartons des Schwazer Malers Carl Rieder ausgeführten Glasmalereifenster der Kirche, die für die Abkehr vom Historismus und die weitere Entwicklung der Glasmalereikunst in Tirol richtungsweisend waren." "Er vollzog einen radikalen Bruch mit der traditionellen Glasmalerei und schuf sowohl groß angelegte Bildfenster wie auch große Ornamentfenster und Farbkompositionen, die durch eingestreute Symbole, Farbwerte, Farbrhythmen oder Farbbewegungen neue Wege zur Aussage geistlicher Inhalte suchten".
Es finden sich neben Secessionismus, Expressionismus und Neuer Sachlichkeit auch Einflüsse der Beuroner Schule in seinen Werken. „Während in seinen Glasmalereifenstern zunächst ein starker expressionistischer Zug zu finden ist, stehen seine Fresken von Anbeginn in der Tradition der Neuen Sachlichkeit“.

### Glasfenster (Auswahl)
- Hauskapelle Bezirkskrankenhaus Lienz, Lienz, 1931: Pietà
- Kirche im Bischöflichen Gymnasium Paulinum, Schwaz, 1931/1932 und 1949: 14 Fenster, darstellend die fünf Geheimnisse des Freudenreichen Rosenkranzes, drei Szenen aus dem Leben Marias, Josef mit dem Jesuskind, Christus als König mit Engeln
- Hauskapelle des Sanatoriums (heute St. Vinzenz) der Barmherzigen Schwestern, Zams, 1932: Mittelfenster: Kreuzigung, linke Seitenfenster: Christus und die Kranken, Auferstehung, Herz Jesu, rechte Seitenfenster: Barmherziger Samariter, Auferweckung der Tochter des Jarius, Erscheinung Mariens
- Pfarrkirche Fritzens hl. Johannes der Täufer, 1933/1934
- Heilig-Kreuz-Kirche, Bludenz, 1934/1935: Rundbogenfenster im Kuppelraum: Die vier Engel, Symbole der Seligkeiten, Kreisfenster:  Köpfe der zwölf Apostel, Theresienkapelle: Christus, Maria, Josef, über der Empore: Papst Gregor der Große, Papst Pius XI, Bischof Sigismund Waitz, in der Taufkapelle: Heiliger Christopheros, in der Beichtkapelle: Verlorener Sohn, in der Sakristei: Johannes Baptist Vianney, Don Bosco, Tharcisus[7]
- Pfarrkirche zum Heiligen Kreuz, Going, 1936/1944: Heilige Elisabeth, Theresia, Johannes der Täufer, Josef
- Pfarrkirche zum göttlichen Erlöser, Rheindorf-Lustenau, 1936: Tod des heiligen Josef und der heiligen Barbara und Schlüsselübergabe an Petrus und Papst Pius XI mit Bischof Sigismund Waitz, Christus mit Lazarus, die Taufe Christi, der Sturz Luzifers, der heilige Vinzenz von Paul, der heilige Leopold, Hortensia Borromea, Graf Jakob Hannibal von Hohenems[8]
- Pfarrkirche St. Ulrich, Lavant, 1942
- Pfarrkirche, Wörgl, 1948, zwei Glasfenster[9]
- Expositurkirche Heinfels, 1949, zwei Fenster.
- Spitalkirche Heiliger Geist und Johannes der Täufer, Schwaz, 1950
- Pfarrkirche Heiliger Martin, Bannberg/Assling, 1956
- Pfarrkirche, Salzburg-Maxglan, 1957
- Wallfahrtskapelle Wendelinkapelle, Alberschwende, 1959: linke Langhausseite Merbod beim Heilen Kranker, rechte Langhausseite Ermordung Merbods
- Aufbahrungshalle Städtischer Friedhof, Schwaz, 1977

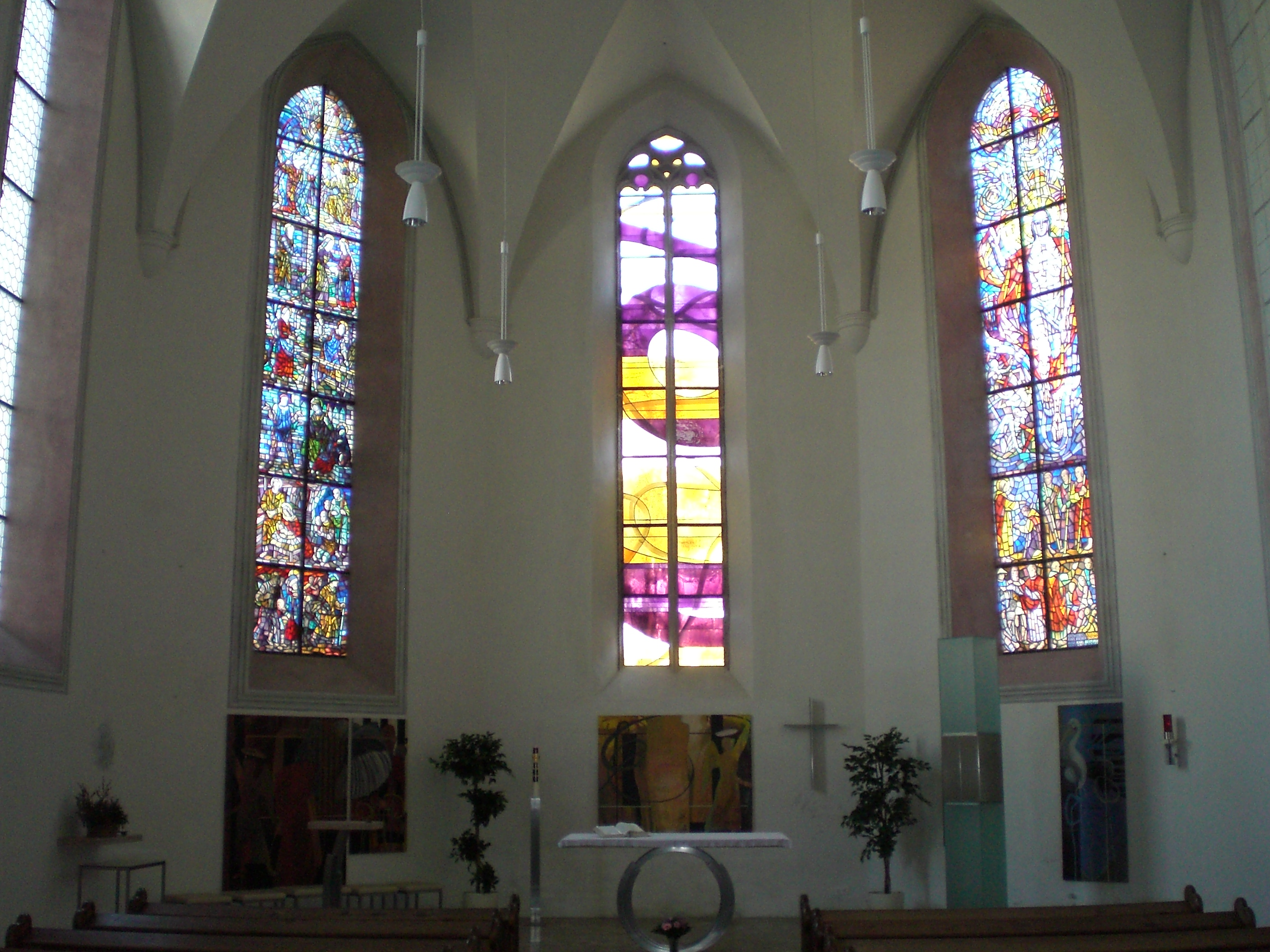
Spitalkirche, Schwaz, 1950
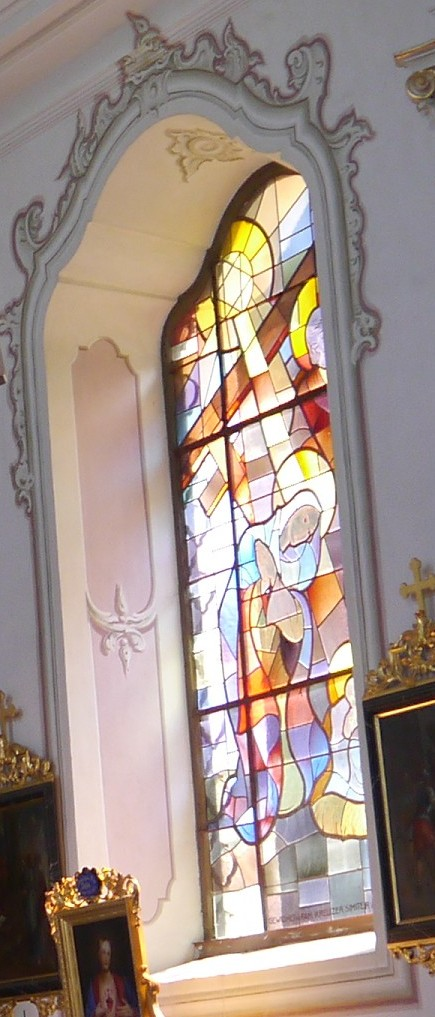
Fenster in der Pfarrkirche St. Ulrich, Lavant
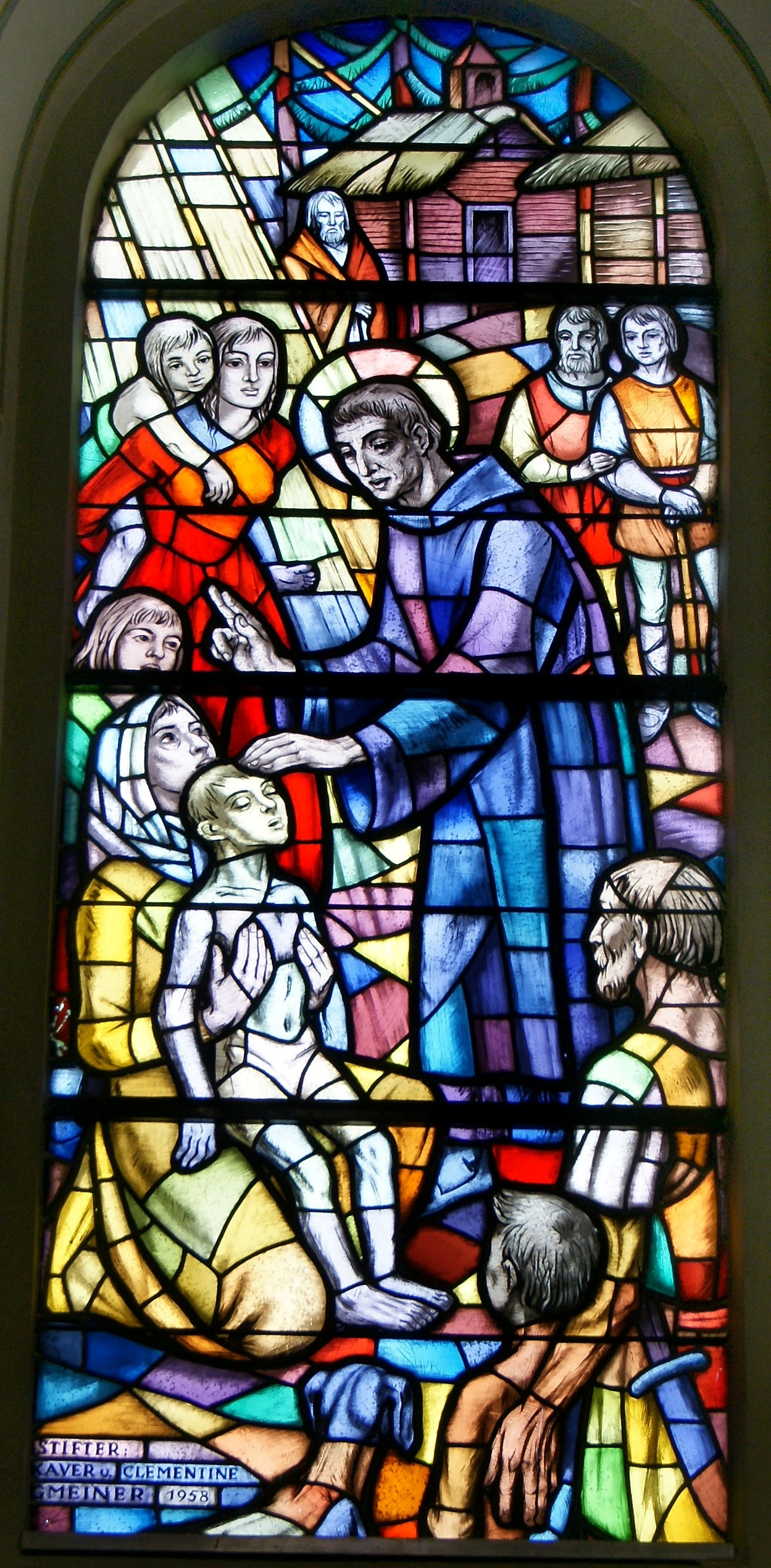
Wendelinkapelle Alberschwende, 1959
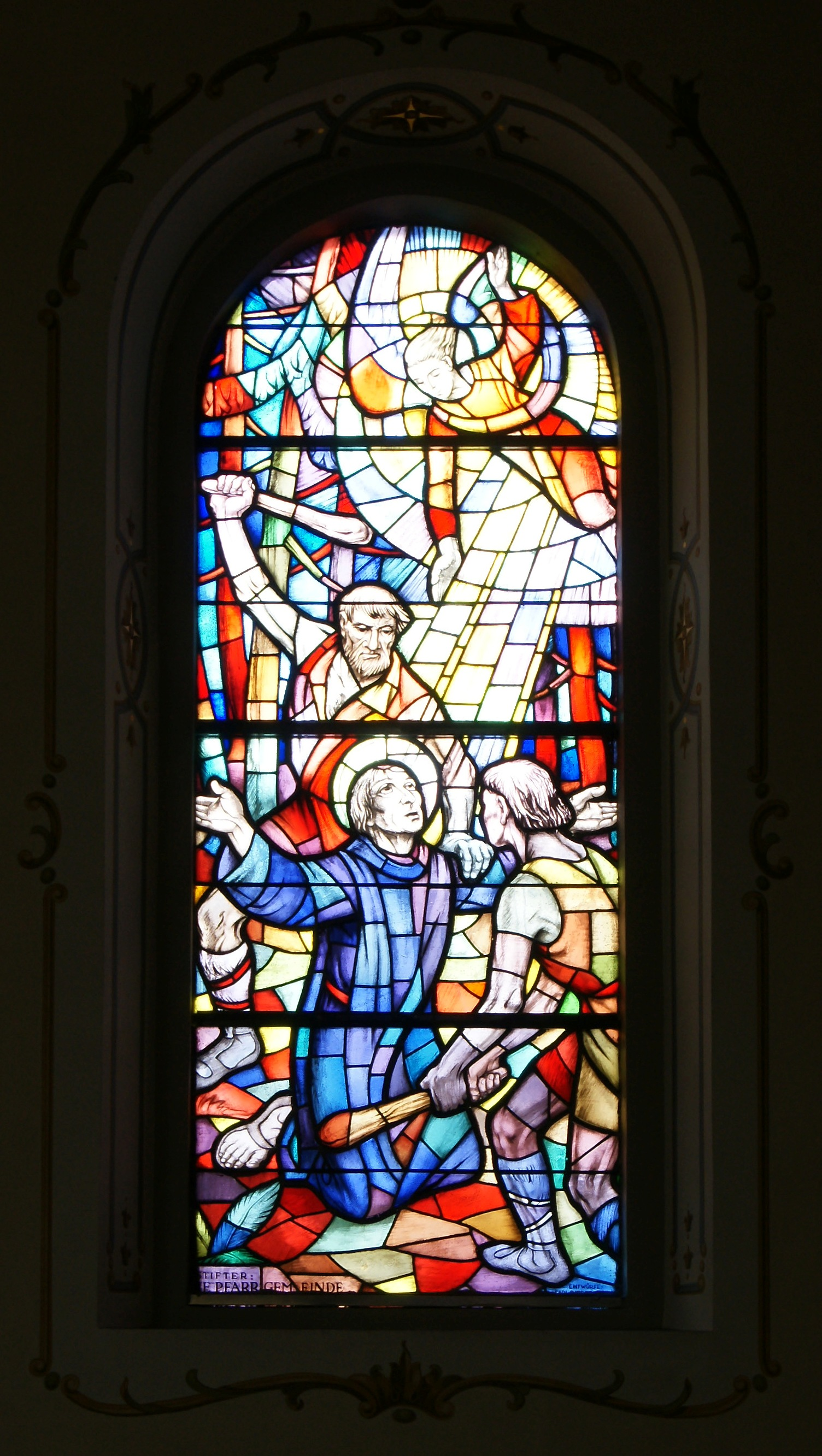
Wendelinkapelle Alberschwende, 1959

### Fresken / Sgraffiti (Auswahl)
Sakrale Werke
- Kapelle des Sanatoriums (heute St. Vinzenz) der Barmherzigen Schwestern, Zams, 1934: Wandgemälde: Josef mit dem Jesusknaben, Heiliger Vinzenz von Paul mit Bettler
- Pfarrkirche zum heiligen Virgil, Virgen, 1936: Deckengemälde[10]
- Pfarrkirche hll. Viktor und Maria Magdalena, Kematen in Tirol, 1937: Giebelbild an der Westfassade
- Pfarrkirche Unsere Liebe Frau Mariä Empfängnis, Innsbruck-Pradl, 1938: Heiliger Josef mit Kind und Heiligen[11]
- Kuppel in der Seekapelle, Obernberg, 1938: Krönung Marien und Heilige
- Pfarrkirche, Ehrwald, 1939/1941 (nicht mehr erhalten): im Presbyterium Deckengemälde Weihnachtsgeschehen, im Langhaus Deckengemälde Maria mit Jesus-Kind als Beschützerin des Dorfes und seiner Bewohner, Seitenaltarbilder Heilige Familie und die Familie Mariens (Joachim und Anna)[12]
- Neue Pfarrkirche Heiliger Ingenuin und Albuin, Innsbruck-Hötting, 1942: Heiliger Josef mit Jesusknaben
- Kirche im bischöflichen Gymnasium Paulinum, Schwaz, 1946: Maria mit dem Jesuskind, Heiliger Paulus
- Heilig-Kreuz-Kirche, Bludenz, 1949: Chorbogenwand links Immaculata, rechts Heiliger Josef
- Heilig-Kreuz-Kirche, Mitterlana, 1950
- Kapelle Heilige Notburga in der Rottenburg, Buch bei Jenbach, 1957, Fresko Notburgalegende
- Kaplaneikirche, Huben bei Matrei, 1957: Wandmalerei über den Seitenaltären[13]
- Friedhof, Schwaz, 1957, Arkaden: Beweinung Christi

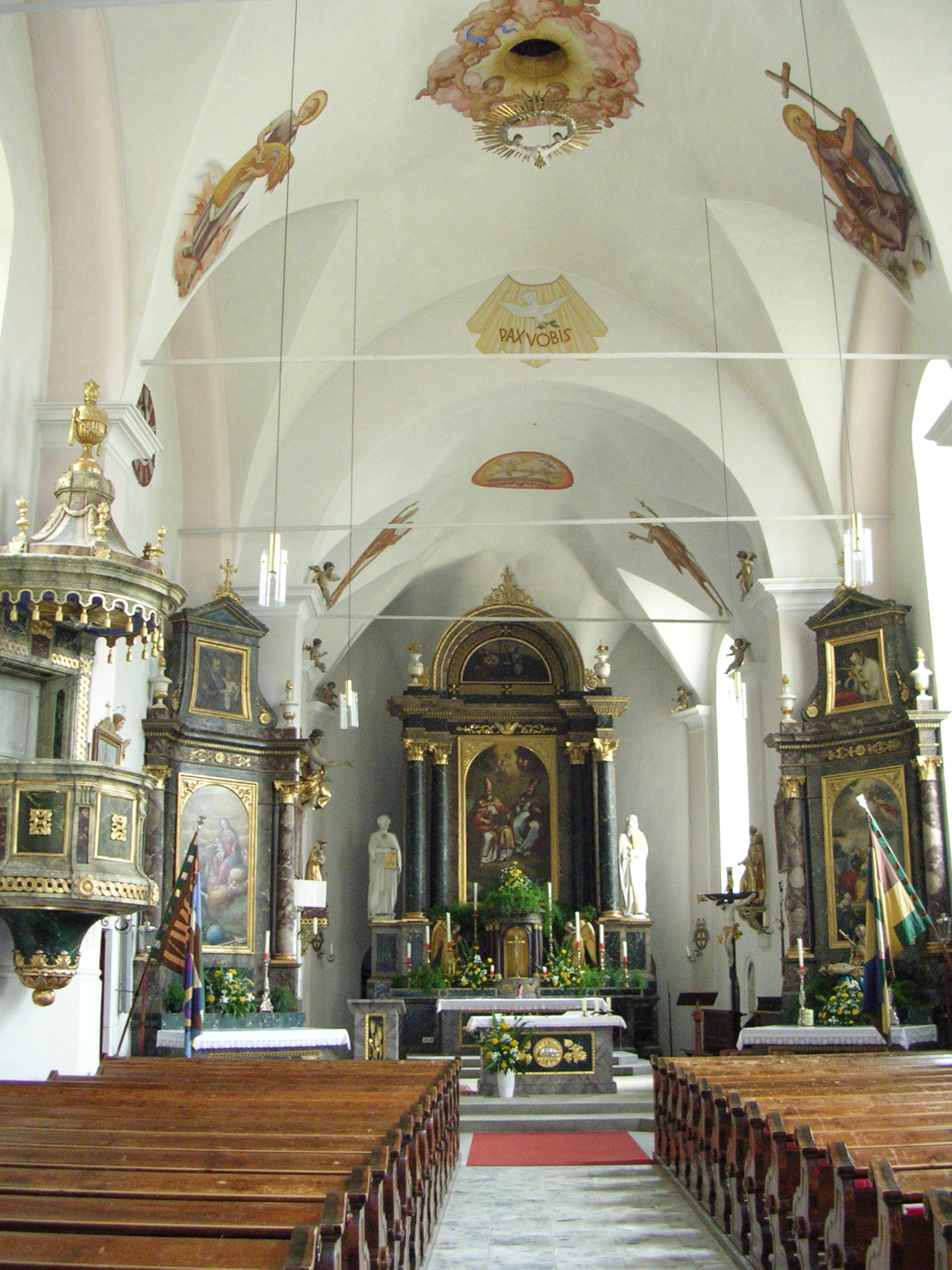
Pfarrkirche zum heiligen Virgil, Virgen, 1936
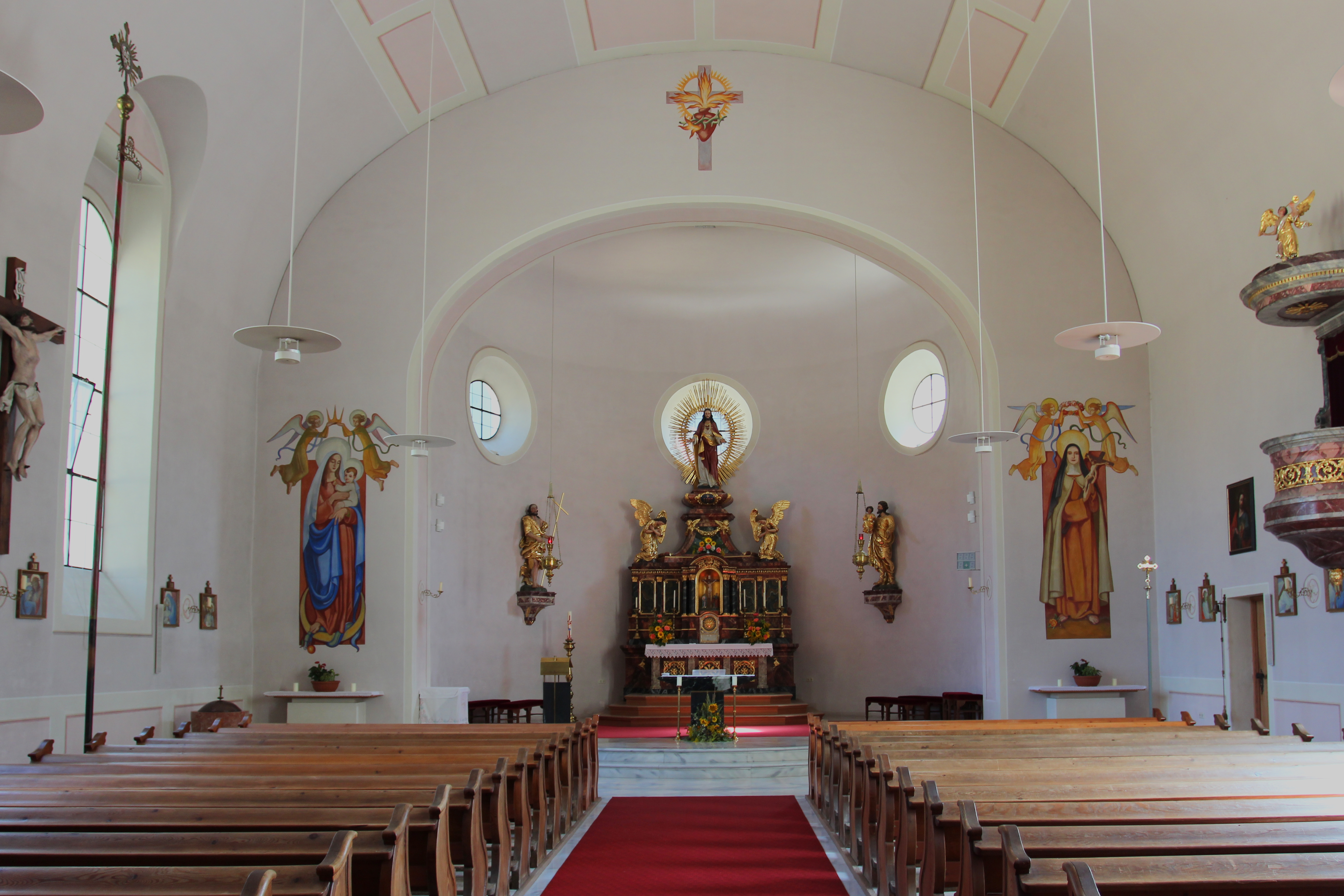
Kaplaneikirche Herz-Jesu-Kirche, Huben bei Matrei, 1957

Profane Werke
- Fresko mit den hll. Sebastian und Georg am Kriegerdenkmal für die Gefallenen des Ersten Weltkrieges an der südlichen Langhausseite der Pfarrkirche, Fendels, 1938
- Der Schifahrer mit Stadtwappen, Talstation der Hahnenkammbahn, Kitzbühel, 1941
- Die Bäuerin mit Blumenstrauß, Talstation der Hahnenkammbahn, Kitzbühel, 1941
- Erkerbemalung in der Franz-Josef-Str. 12, Schwaz, 1948
- Reimmichl-Haus, Heiligkreuz/Hall, 1963: Wandbild zum Gedenken an Reimmichl (Sebastian Rieger) am ehemaligen Pfarrhof von Heiligkreuz
- Der Knabe mit Hahn, 1966/67, ist eines von Rieders Wandgemälden, welches heute noch als Wegweiser zur Hahnenkammbahn in Kitzbühel dient. Es befindet sich seit 1966 auf der Josef-Herold-Straße Nr. 1.

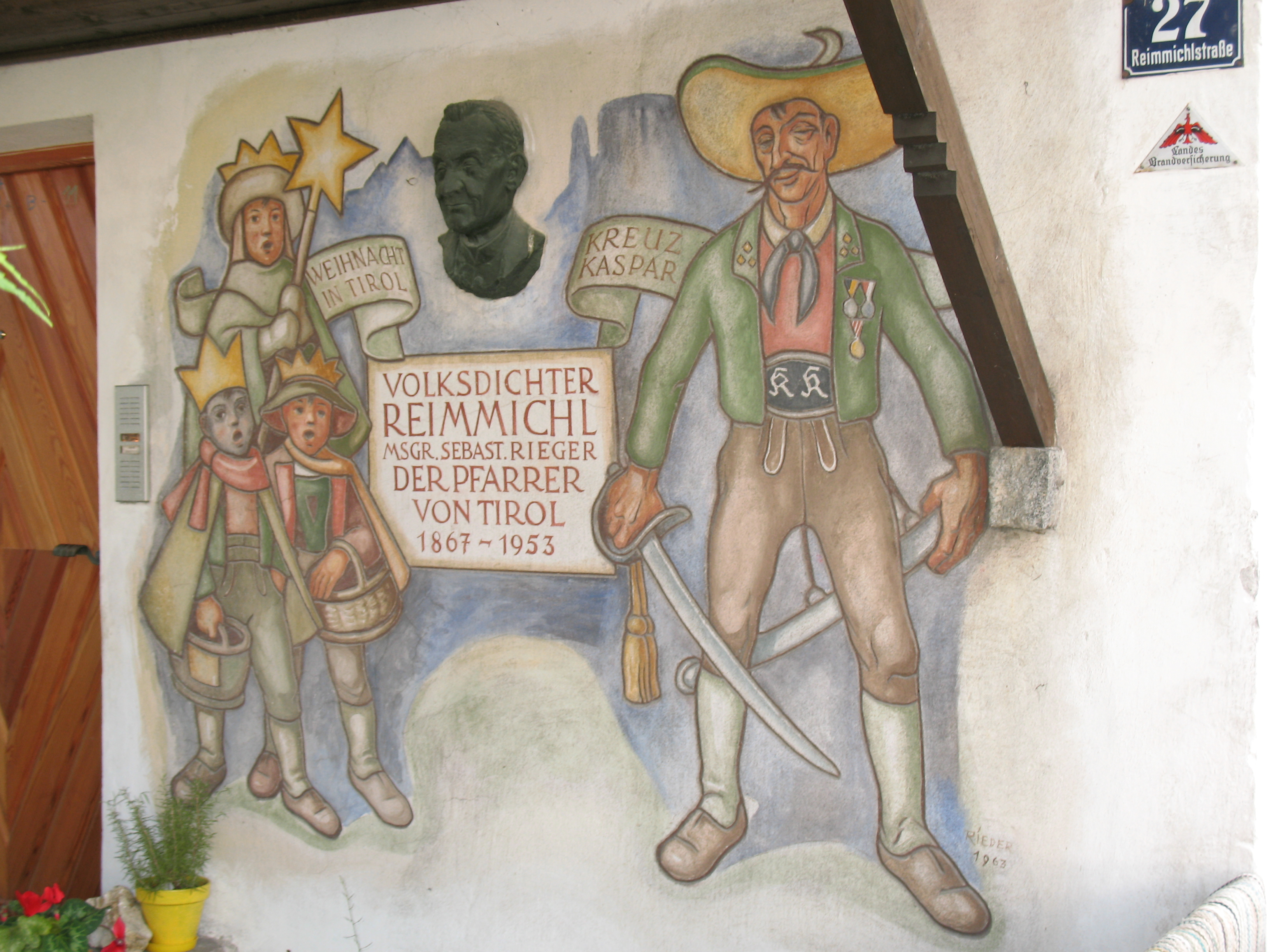
Reimmichl-Haus, Hall
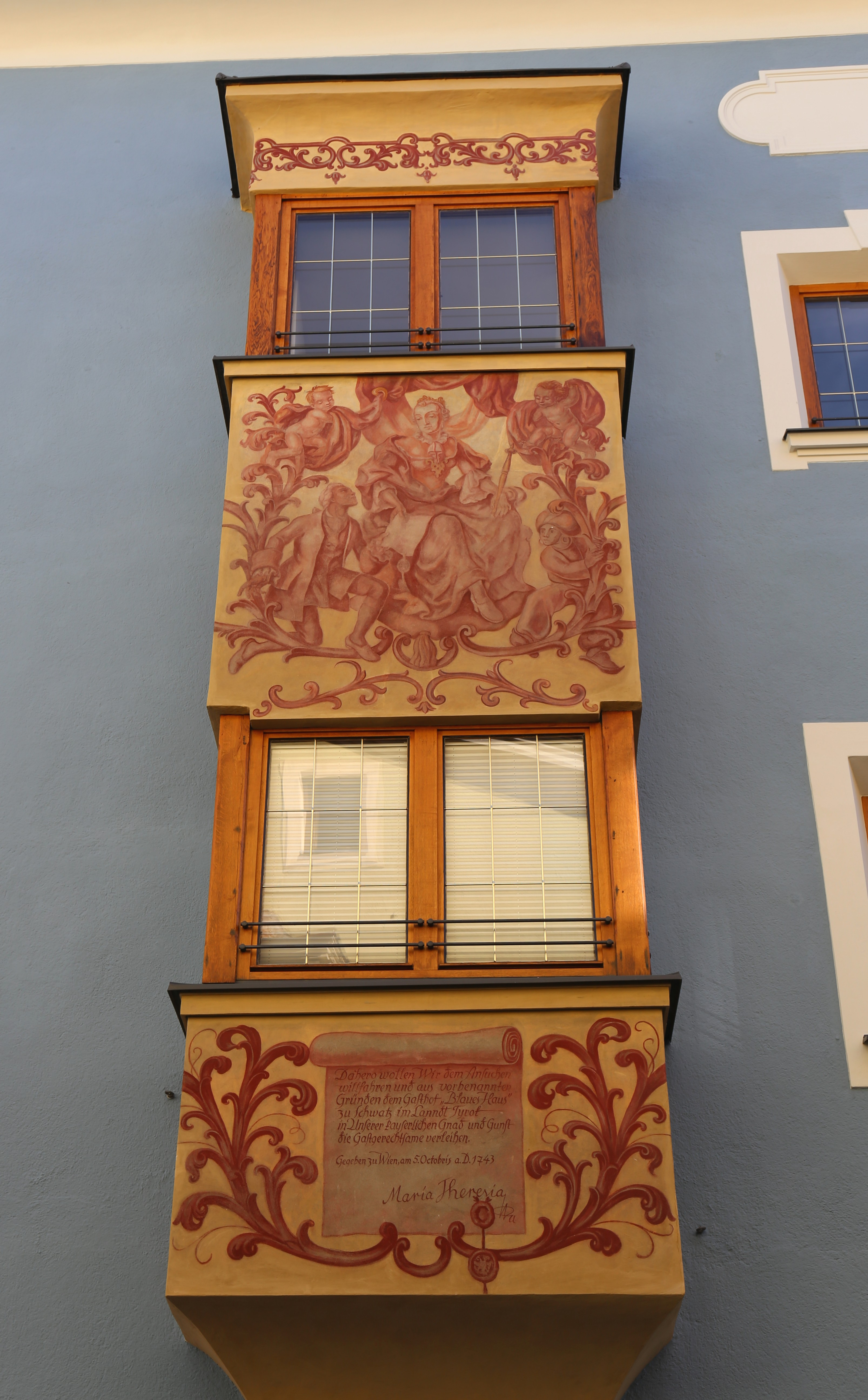
Franz-Josef-Str. 12, Schwaz
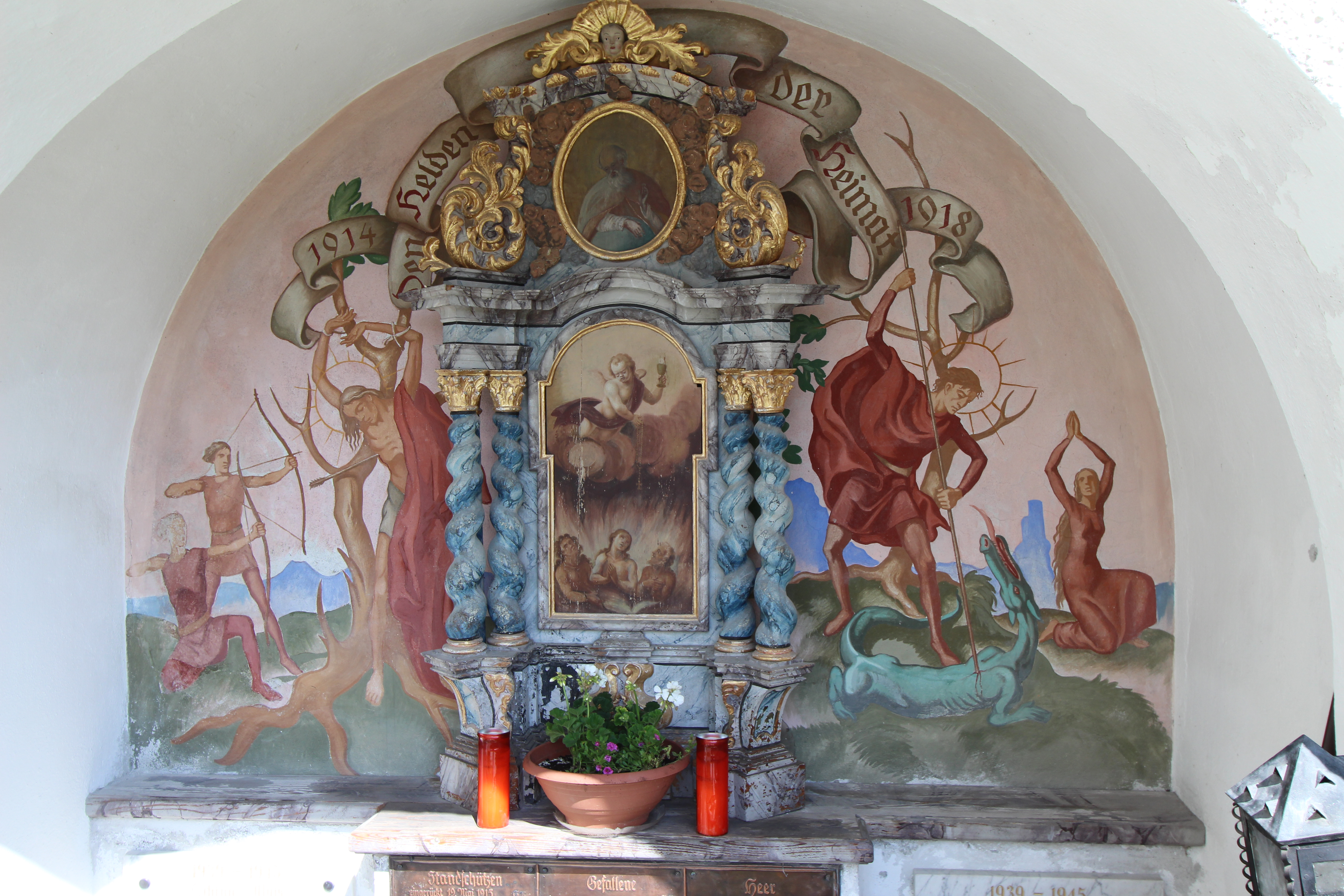
Kriegerdenkmal, Fendels

### Gemälde (Auswahl)
- Altarbild, Spitalkirche, Schwaz
- Vogelpredigt des heiligen Franziskus, Studiersaal des Leopoldinums, Hall
- Heiliger Bonaventura, Franziskanerkloster, Schwaz
- Kirche im bischöflichen Gymnasium Paulinum, Schwaz, 1938: 14 Stationen des Kreuzwegs, auf Kupferblech gemalt, ursprünglich für die 1998 abgebrochene Klinikkapelle Innsbruck gemalt, seit 2007 an ihrem heutigen Platz
- Triptychon, Trauungssaal des Rathauses, Schwaz, 1941
- Stillende Mutter vor dem Schlern, 1941, Privatbesitz[3]

### Illustrationen (Auswahl)
- 1920: Novelle Al fresco von Hans Schrott-Fiechtl
- 1922: Roman Die Knappen von Prettau von Joseph Georg Oberkofler
- 1930: Thomas von Kempen, Vier Buecher der Nachfolge Christi. Übersetzt von +Domkapitular Dr. Hermann Gerlach. Herausgegeben von Professor Dr. Adolf Donders.
- 1933: Der Sonnenring von Reimmichl
- ab 1933: Reimmichls Volkskalender
- ab 1935: Jung-Österreich (Zeitschrift)
- ab 1935: Ostmarkkinder (Zeitschrift)
- 1936 Ruf der Heimat (Zeitschrift)
- ab 1947: Berglandkinder (Jugendzeitschrift)
- 1951: Unser Weg zu Gott von Franz Michel Willam

- Illustrationen für Alpenbote (Kalender)
- Illustrationen für Sonnenland (Zeitschrift)
- 1955: "Die schönsten Tiroler Sagen" von Karl Paulin